# Église de Tammisalo
L'église de Tammisalo (finnois : Tammisalon kirkko) est une église lutherienne située dans le quartier de Tammisalo d'Helsinki en Finlande.

## Présentation
L'église conçue par  Lauri Silvennoinen est inaugurée en 1966.
Le clocher est séparé de l'église.
La cloche de l'église au son très sombre est considérée comme un trésor.
Elle est coulée à Paris en 1894 par Sigurd Wettenhovi-Aspa (en).
Yrjö Sakari Yrjö-Koskinen souhaite acquérir la cloche pour la cathédrale de Viipuri mais elle est trop chère.
Elle est alors acquise par l'Ateneum.
Quand Lauri Silvennoinen souhaite inaugurer l'église de Tammisalo les paroisses d'Helsinki la rachètent.